# Exyrias
Exyrias là một chi của Họ Cá bống trắng

## Các loài
Chi này hiện hành có các loài sau đây được ghi nhận:
- Exyrias akihito G. R. Allen & J. E. Randall, 2005[2]
- Exyrias belissimus (J. L. B. Smith, 1959)
- Exyrias ferrarisi Murdy, 1985
- Exyrias puntang (Bleeker, 1851)
- Exyrias volcanus (Herre, 1927)